# Henryk Minc
Henryk Minc, właśc. Henryk Mintz (ur. 2 sierpnia 1902 w Warszawie, zm. 26 lutego 1977 tamże) – polski lekarz, dyplomata.

## Życiorys
Pochodził z ubogiej rodziny, był synem żydowskiego handlarza. W 1914 rozpoczął naukę w Szkole Handlowej Zgromadzenia Kupców w Warszawie. Brał udział w wojnie polsko-bolszewickiej. Został przydzielony do 47 pułku piechoty Strzelców Kresowych, walczącego na froncie małopolskim nad rzeką Stryj. W 1921, po zakończeniu służby w wojsku, rozpoczął studia prawnicze na Wydziale Prawa Uniwersytetu Warszawskiego, jednak po roku zrezygnował. W 1922 podjął studia medyczne na Uniwersytecie Stefana Batorego w Wilnie. Po dwóch latach przeniósł się do Warszawy i kontynuował naukę na Wydziale Lekarskim UW, który ukończył w 1928. W trakcie nauki wstąpił do Komunistycznej Partii Polski. Brał udział w wojnie obronnej 1939 jako oficer rezerwy. Dostał się do niewoli i w węgierskim obozie jenieckim dla polskich Żydów w Vámosmikola pozostał do końca II wojny światowej. W 1945 powrócił do Polski i zajął kierownicze stanowisko w państwowej służbie zdrowia. Został członkiem Polskiej Partii Robotniczej, następnie Polskiej Zjednoczonej Partii Robotniczej, był sekretarzem Towarzystwa Polsko-Węgierskiego w Warszawie. Sprawował stanowisko przedstawiciela dyplomatycznego Polski Ludowej na Węgrzech: od 1 lipca 1949 do 29 marca 1954 jako chargé d’affaires ad interim, od 30 maja 1950 jako poseł. Był autorem prac naukowych z zakresu medycyny. W 1953 roku został wydany dwutomowy podręcznik Kardiologia jego autorstwa. 
Został pochowany na Cmentarzu Wojskowym na Powązkach (kwatera D 35-8-3).

### Życie prywatne
Henryk Minc był mężem Toli Minc – lekarki w sanatorium im. Włodzimierza Medema w Miedzeszynie. Małżeństwo poznało się na studiach w Wilnie. Mieli syna Oskara Karola. Żona i syn Henryka Minca zginęli w obozie zagłady w Treblince w sierpniu 1942.

## Odznaczenia
- Krzyż Komandorski Orderu Odrodzenia Polski (22 lipca 1951)[4]
- Medal 10-lecia Polski Ludowej (15 stycznia 1955)[5]